# Goffredo Mameli

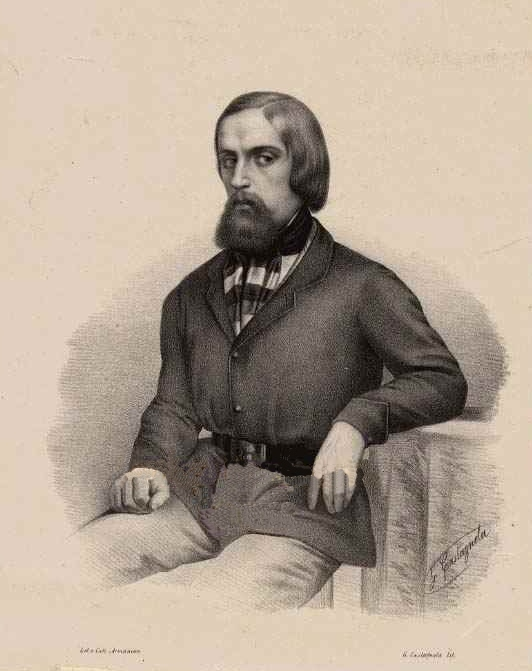
Goffredo Mameli

Goffredo Mameli (sinh 5/9/1827, mất 6/7/1849) là một người yêu nước Ý, là nhà thơ, nhà văn, là người đã thiết kế ra kiểu dáng lá cờ Ý. Ông là tác giả bài quốc ca Ý.
Con trai của một đô đốc quý tộc Sardegna, Mameli sinh ra ở Genoa, nơi cha của ông là chỉ huy của hạm đội của Vương quốc Sardegna. Lúc 7 tuổi, ông đã được gửi đến Sardinia, đến nhà ông nội mình, để thoát khỏi nguy cơ của bệnh tả, nhưng nhanh chóng quay trở lại Genoa để hoàn tất việc học của mình.
Những thành tựu của cuộc sống rất ngắn của Mameli chỉ tập trung ở hai năm, trong thời gian anh thi đấu phần lớn trong các phong trào bạo động và Risorgimento.
Về cái chết,Mameli đã vô tình bị thương ở chân trái của mình bằng những lưỡi lê của một trong những đồng chí của mình.Các vết thương không nghiêm trọng,nhưng nhiễm trùng nặng, ông phải cắt bỏ chân của mình.Mameli chết vì nhiễm trùng trên 06 Tháng 7, khoảng hai tháng trước sinh nhật 22 của mình.